# Castell de Perellós

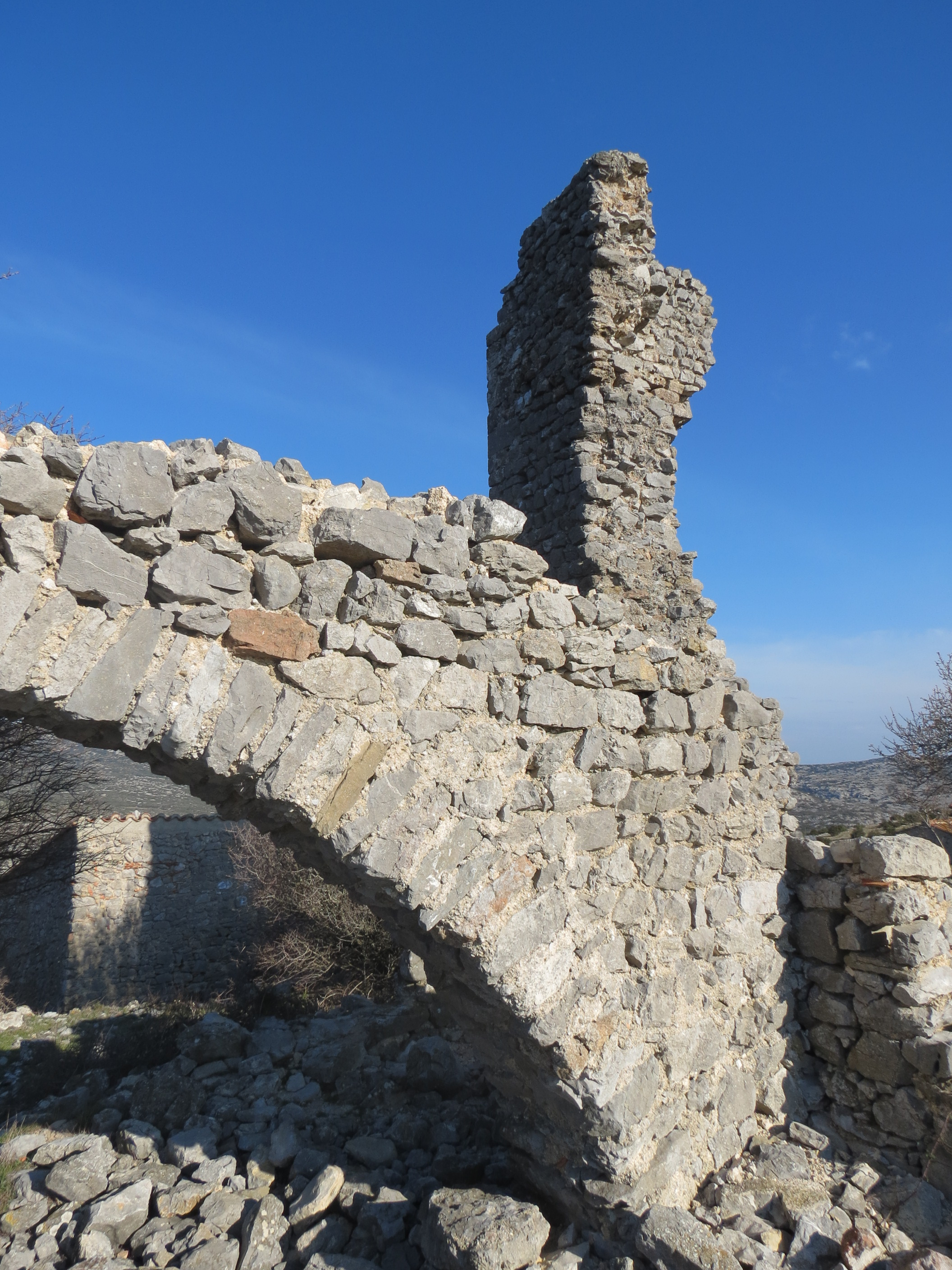
El castell de Perellós

El Castell de Perellós era un castell medieval d'estil romànic del segle xi situat en el poble de Perellós, del terme comunal d'Òpol i Perellós, a la comarca del Rosselló, de la Catalunya del Nord.
Les seves ruïnes estan situades en el punt més elevat del poble de Perellós, al costat de l'església de Sant Miquel de Perellós.

## Història
Aquest castell era el centre d'una baronia, elevada a vescomtat a finals del segle xiii, el primer senyor de la qual fou Ramon Seguer de Perelons. Els seus descendents desenvoluparen papers importants en la Catalunya de finals del segle xiv i començaments del XV, així com en el Regne de França. Hi destaquen els germans Ramon i Miquel de Perellós, fills de Francesc de Perellós, nomenat vescomte de Rueda i Épila pel rei Pere el Cerimoniós. Ramon de Perellós fou el primer vescomte de Perellós.
Tot i que no pertanyia al mateix senyor que els altres dos, aquest castell formava part de la línia fronterera amb el Regne de França, juntament amb els castells d'Òpol i de Salses.

## Característiques del castell
El Castell de Perellós era situat en el punt més alt del turó on es dreça el poble, al costat nord-oest de l'església de Sant Miquel. Era una torre quadrada de 5,6 m de costat envoltada per un recinte murallat petit. Els murs nord i est són els més ben conservats, i assoleixen una alçada de 8 metres a l'angle nord-est. Dels altres murs només romanen els seus fonaments. El gruix dels murs a la base és d'1,45 m. A llevant es conserva un muntant de porta elevada, que correspon al primer pis de la construcció. Entre la part baixa de la torre i el mur del nord hi ha l'arrencada d'una arcada que correspon a la nau de la sala existent en aquell lloc.
El recinte murat deixava una distància, respecte de la torre, d'entre 4 i 5 metres. El llenç de muralla més ben conservat és el de migdia. Fa 1,2 de gruix i assoleix els 2 metres d'alçària. És assentat directament damunt d'un aflorament de roca. El conjunt de murs conservats permeten datar el conjunt en els segles XII-XIII.